# عبد الله بن العوام
عَبْدِ اللَّهِ بن العَوَّام بن خُوَيْلِد الْقُرَشِيّ الْأَسَدِيّ (قُتل سنة 2 للهجرة، المُوافق للعام 624 ميلاديًا) هو أخو الزبير بن العوام، وأمهُ أم الخير الحرة واسمها أميمة بنت مالك بن عميلة بن السباق بن عبد الدار بن قصي، وكان به عَرَجٌ.
حضر عبد الله غزوة بدر مع أخيه عبد الرحمن في صفوف قريش، فلما انهزموا كان وأخوه عبد الرحمن على جَمَل فوجدا حكيم بن حزام ماشيًا وهو ابنُ عمهما، وكان عبد الله أعرجًا؛ فقال له أخوه عبد الرحمن: «أنزل بنا نركب حكيمًا»، فقال: «أنشدك الله فإني أعرج»؛ فقال: «والله لتنزلنّ عنه، ألا تنزل لرجلٍ إنْ قُتِلْت كفاكَ، وإن أُسِرت فَدَاكَ؟» فنزل، وأركبا حكيمًا على الجمل، فنجا حكيم، ونجا عبد الرحمن على راحلته، وأُُدرِك عبد الله فقُتل.